# Pokennips
Pokennips dentipes es una especie de araña araneomorfa de la familia Cyatholipidae. Es la única especie del género monotípico Pokennips.  Es nativa de Jamaica.